# 100 років Кам'янець-Подільському національному університету імені Івана Огієнка (монета)
«100 ро́ків Ка́м'янець-Поді́льському націона́льному університе́ту і́мені Іва́на Огіє́нка» — ювілейна монета номіналом 2 гривні, випущена Національним банком України. Присвячена закладу вищої освіти, історія якого починається 17 серпня 1918 року, коли гетьман України Павло Скоропадський підписав закон про заснування університету. Першим ректором університету був відомий учений-мовознавець, професор, активний учасник українського державотворення Іван Огієнко. За роки своєї діяльності університет підготував тисячі фахівців для дошкільних, загальноосвітніх, професійних навчально-виховних закладів, закладів вищої освіти І — IV рівнів акредитації та інших галузей національного господарства.
Монету введено в обіг 20 червня 2018 року. Вона належить до серії «Вищі навчальні заклади України».

## Опис та характеристики монети
| Номінал грн. | Метал      | Маса, грам | Діаметр, мм. | Якість виготовлення       | Гурт     | Тираж, штук |
| ------------ | ---------- | ---------- | ------------ | ------------------------- | -------- | ----------- |
| 2            | нейзильбер | 12,8       | 31           | спеціальний анциркулейтед | рифлений | 30 000      |

### Аверс
На аверсі монети розміщено: ліворуч — малий Державний Герб України, над яким рік карбування монети — «2018», під гербом напис «УКРАЇНА»; у центрі- стилізовану композицію: логотип Кам'янець-Подільського національного університету імені Івана Огієнка, над яким книги — символ знань; унизу номінал «2/ГРИВНІ»; логотип Банкнотно-монетного двору Національного банку України (праворуч).

### Реверс
На реверсі монети розміщено будівлю університету, над якою на тлі стилізованого зображення абрису фортеці — портрет Івана Огієнка та написи: «ІВАН ОГІЄНКО» — «ПЕРШИЙ РЕКТОР УНІВЕРСИТЕТУ» (навколо портрету), «КАМ'ЯНЕЦЬ-ПОДІЛЬСЬКИЙ» (угорі півколом), «НАЦІОНАЛЬНИЙ УНІВЕРСИТЕТ/ ІМЕНІ ІВАНА ОГІЄНКА/ 100/ РОКІВ» (унизу).

## Автори

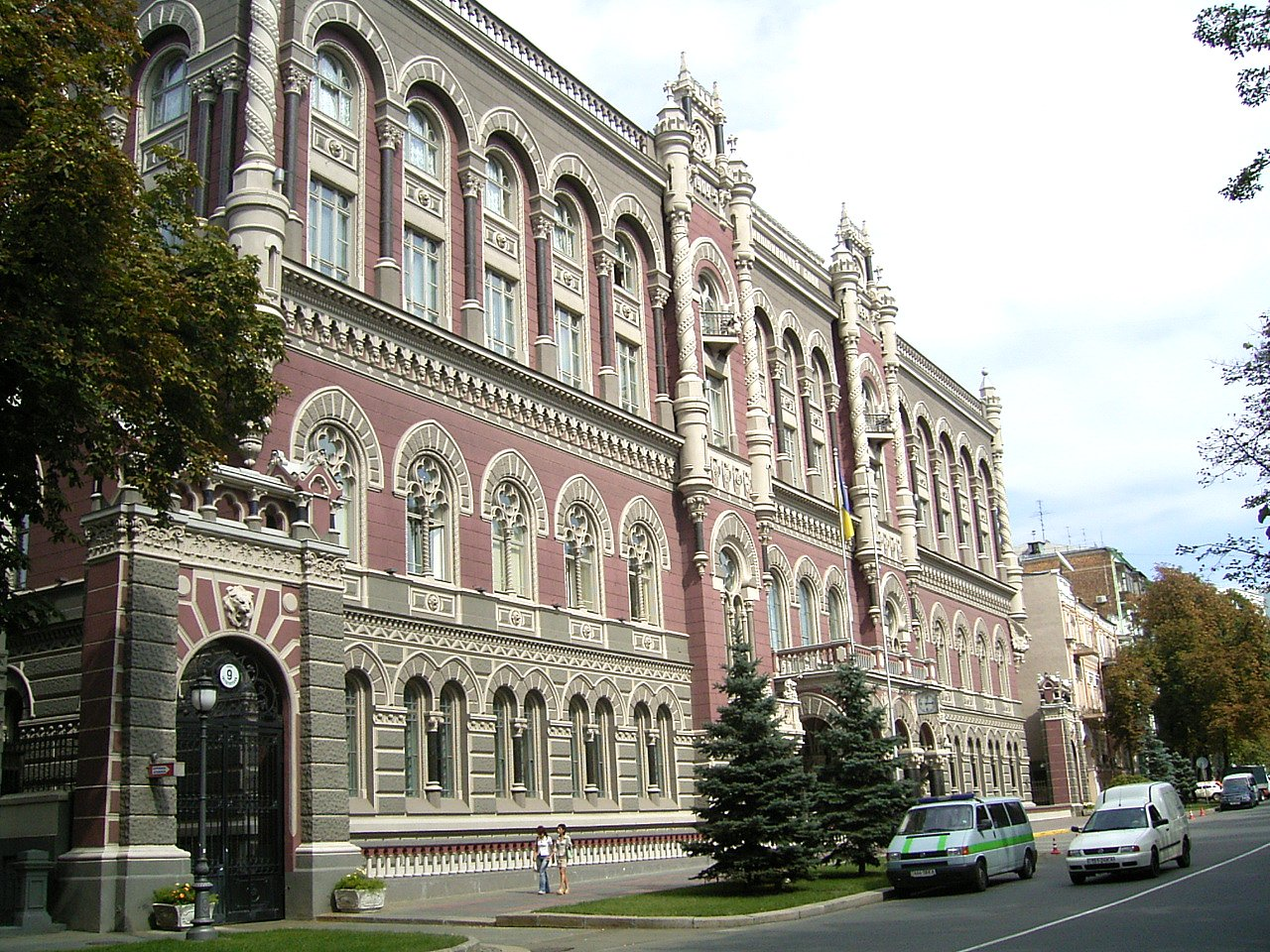
Будівля Національного банку України

- Художники: Таран Володимир, Харук Олександр, Харук Сергій.
- Скульптори: Атаманчук Володимир, Демяненко Анатолій.

## Вартість монети
Під час введення монети в обіг 2018 року, Національний банк України реалізовував монету через свої філії за ціною 40 гривень.
Фактична приблизна вартість монети, з роками змінювалася так:
| Рік        | 2019 | 2020 | 2021 | 2022 | 2023 | 2024 | 2025 |
| ---------- | ---- | ---- | ---- | ---- | ---- | ---- | ---- |
| Ціна, грн. | 50   | 50   | 60   | 55   | 100  | 150  | 170  |